# Software Update Monitor
SUMo war ein Updatemanager, der neuere Versionen für installierte Windows-Software findet. Der Name steht für Software Update Monitor. SUMo wurde als Freemium-Software vertrieben und war in 17 Sprachen verfügbar.
Am 31. Oktober 2023 hat der Hersteller seinen Betrieb komplett eingestellt, so dass der Software Update Monitor nicht mehr nutzbar ist.

## Funktionen
Die Software lieferte ähnlich wie ein Auto-Update-Programm die neuesten Aktualisierungen („Updates“) und Fehlerkorrekturen („Patches“) der installierten Software. Hierzu griff das Programm auf eine über 90.000 Einträge umfassende Datenbank zurück, an der sich die Benutzer beteiligen konnten, indem sie auf neue Versionen sowie Programme aufmerksam machen. Zusätzlich ließen sich auch gezielt einzelne Programme überprüfen, indem man eine EXE-Datei mit gedrückter Maustaste in das Programmfenster von SUMo zog.
In der kostenlosen Version fehlte ein direkter Downloadlink für die gefundenen Aktualisierungen; stattdessen musste man danach selbst im Internet suchen. Der Klick auf die Schaltfläche Update holen leitete den Anwender lediglich auf eine Website, auf der sich eine Statistik findet, wie viele Benutzer welche Version nutzen.
Das kostenpflichtige SUMo-Pro hingegen bot einen direkten Downloadlink, konnte Aktualisierungen aber nicht selbst installieren.

## Relevant Knowledge
Weil SUMo das Spyware-Programm Relevant Knowledge installierte, geriet es in die Kritik. Die Spyware startete bei jedem Start des Computers und sendet ungefragt Informationen zum Hersteller. Deshalb erkannten manchen Virenscanner es schon bei der Installation als Spyware und stoppten die Installation komplett.

## Werbeprogramme
Seit der Version 2.10.5.102 wurden neben Relevant Knowledge auch die Programme Facemoods sowie andere Werbeprogramme zur Installation angeboten.